# 鮑澤山
86°3′S 155°36′W / 86.050°S 155.600°W
鮑澤山（英語：Mount Bowser）是南極洲的山峰，位於紐西蘭羅斯屬地，屬於毛德王后山脈的一部分，位於阿斯特山以南4公里，海拔高度3,655米，該山峰以地質學家命名。